# Mary Parker Follet

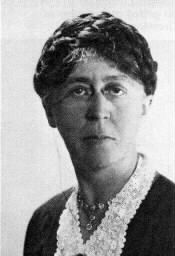
Mary Parker Follett

Mary Parker Follett (Quincy, 1868 — Massachusetts, 1933) foi uma autora norte-americana que tratou de diversos temas relativos à administração, na chamada Escola das Relações Humanas ficando conhecida como a “profetisa do gerenciamento”.
Formou-se em filosofia, direito, economia e administração pública e foi autora de três livros.
Suas ideias foram muito revolucionárias para sua época, e, em boa parte, continuam sendo até hoje desafiantes. Ela foi capaz de enxergar através do Homo economicus, dos pensadores do Taylorismo, e propor que o ser humano somente se desenvolve quando carregado de responsabilidade.
Com suas teorias, Follett deu maior importância às relações individuais dos trabalhadores e analisou seus padrões de comportamento.

## Obras
Follett viveu em uma época em que o Taylorismo era dominante. Tempo em que ideias de figuras como  Fayol, Frederick Taylor e Henry Ford dominavam o mundo capitalista. Nesse contexto de extrema valorização da produção, as ideias de Follett foram ofuscadas, ganhando destaques anos depois com o surgimento de uma nova mentalidade, que deu origem a Escola das Relações Humanas. dentro dessa escola, Follett colaborou com teorias como A Lei da Situação.
Seus principais escritos concentram-se sobre a Resposta Circular e o Conflito Construtivo.

### Resposta Circular
Sobre a Resposta Circular, ela afirma que as relações entre as pessoas estão em constante modificação, que o simples contato entre dois relacionantes já altera a forma como um vê ao outro.
Ela propõe que uma pessoa ao receber influência de outra, ao formular uma opinião já inclui essa nova percepção na sua fala e que essa nova percepção ao ser recebida pela outra pessoa irá alterar a forma como esta pensa, num ciclo contínuo e vicioso.

### Conflito Construtivo
Sobre o Conflito Construtivo, Follett afirma que as divergências são extremamente importantes porque revelam uma diferença de opinião que cedo ou tarde se manifestará, de forma danosa ou não.
Follett afirma que existem três soluções possíveis para o conflito:
A primeira seria a dominação onde um dos lados, o mais forte provavelmente, predominará e terá suas exigências atendidas, enquanto o outro lado não terá nenhuma de suas exigências atendidas, e assim, o conflito será na verdade sufocado.
A segunda alternativa apontada por Follet diz que os dois lados cederão cada qual um pouco, e um meio-termo será adotado como solução. A esse método denominou conciliação, uma alternativa apontada por ela como nociva a ambos os lados já que nenhum tem suas reivindicações plenamente atendidas.
A solução ideal proposta por ela é a Integração, na qual a resposta ao dilema não está concretizada e deve, portanto, ser pensada, inovada, criada. A Integração parte do pressuposto que o conflito existe porque demandas não são atendidas, e essas demandas não devem ser suprimidas, e sim supridas.
No entanto ela reconheceu que nem todas as disputas poderiam desse modo ser resolvidas e que embora seja a  solução ideal, nem sempre é a real, e portanto muitas vezes a conciliação e até mesmo a dominação são as alternativas concretas.

## Vida
Mary Parker Follett discursou diversas palestras ao redor do mundo, principalmente entre 1925 e 1929, ano da quebra da bolsa de Nova Iorque.
Sua obra é pouco difundida no ocidente, talvez, por que na época que foram propostas, o Taylorismo ainda estava bem ativo. No oriente, seus estudos são mais evidentes na administração das empresas, teorias as quais estiveram no mínimo 40 anos a frente de seu tempo e algumas que até hoje mostram-se ainda incompatíveis com o nível de desenvolvimento administrativo adotado nas empresas.
Morreu em 1933, sete anos depois da morte de sua companheira Isobel Briggs com qual viveu de mais de 30 anos.